# Nikoléta Kiriakopoúlou
Nikoléta Kiriakopoúlou (in greco Νικολέτα Κυριακοπούλου?; Atene, 21 marzo 1986) è un'astista greca.

## Biografia
Dopo aver vinto l'oro del salto con l'asta ai campionati nazionali giovanili del 2004 e a quelli assoluti indoor del 2008, si aggiudicò la medaglia d'oro alla prova di salto con l'asta dei XVI Giochi del Mediterraneo, tenutisi nel 2009 a Pescara, con la misura di 4,50 m (primato personale nonché dei Giochi). Nello stesso anno, si piazzò undicesima nel gruppo B di qualificazione alla finale di salto con l'asta femminile ai Campionati del mondo di atletica leggera disputatisi a Berlino, fallendone quindi l'accesso.

## Palmarès
| Anno | Manifestazione          | Sede       | Evento           | Risultato      | Prestazione | Note                                     |
| ---- | ----------------------- | ---------- | ---------------- | -------------- | ----------- | ---------------------------------------- |
| 2004 | Mondiali juniores       | Grosseto   | Salto con l'asta | 6ª             | 4,00 m      |                                          |
| 2005 | Europei juniores        | Kaunas     | Salto con l'asta | 7ª             | 4,00 m      |                                          |
| 2007 | Universiadi             | Bangkok    | Salto con l'asta | Qualificazione | 3,90 m      |                                          |
| 2008 | Mondiali indoor         | Valencia   | Salto con l'asta | 13ª            | 4,15 m      |                                          |
| 2008 | Giochi olimpici         | Pechino    | Salto con l'asta | Qualificazione | 4,15 m      |                                          |
| 2009 | Europei indoor          | Torino     | Salto con l'asta | 12ª            | 4,35 m      |                                          |
| 2009 | Giochi del Mediterraneo | Pescara    | Salto con l'asta | Oro            | 4,50 m      | Record dei Giochi                        |
| 2009 | Mondiali                | Berlino    | Salto con l'asta | 19ª (q)        | 4,40 m      |                                          |
| 2010 | Mondiali indoor         | Doha       | Salto con l'asta | Finale         | nm          |                                          |
| 2010 | Europei                 | Barcellona | Salto con l'asta | Qualificazione | 4,25 m      |                                          |
| 2011 | Europei indoor          | Parigi     | Salto con l'asta | 9ª             | 4,35 m      |                                          |
| 2011 | Mondiali                | Taegu      | Salto con l'asta | 8ª             | 4,65 m      |                                          |
| 2012 | Europei                 | Helsinki   | Salto con l'asta | Bronzo         | 4,60 m      |                                          |
| 2012 | Giochi olimpici         | Londra     | Salto con l'asta | Qualificazione | 4,25 m      |                                          |
| 2013 | Europei indoor          | Göteborg   | Salto con l'asta | Qualificazione | 4,36 m      |                                          |
| 2013 | Mondiali                | Mosca      | Salto con l'asta | 13ª (q)        | 4,45 m      |                                          |
| 2014 | Mondiali indoor         | Sopot      | Salto con l'asta | 12ª            | 4,30 m      |                                          |
| 2014 | Europei                 | Zurigo     | Salto con l'asta | 7ª             | 4,35 m      |                                          |
| 2015 | Europei indoor          | Praga      | Salto con l'asta | 5ª             | 4,50 m      |                                          |
| 2015 | Mondiali                | Pechino    | Salto con l'asta | Bronzo         | 4,80 m      |                                          |
| 2016 | Mondiali indoor         | Portland   | Salto con l'asta | 6ª             | 4,60 m      |                                          |
| 2016 | Europei                 | Amsterdam  | Salto con l'asta | 4ª             | 4,55 m      |                                          |
| 2018 | Giochi del Mediterraneo | Tarragona  | Salto con l'asta | Bronzo         | 4,31 m      |                                          |
| 2018 | Europei                 | Berlino    | Salto con l'asta | Argento        | 4,80 m      | Miglior prestazione personale stagionale |
| 2019 | Europei indoor          | Glasgow    | Salto con l'asta | Bronzo         | 4,65 m      |                                          |
| 2019 | Mondiali                | Doha       | Salto con l'asta | 13ª            | 4,50 m      |                                          |
| 2021 | Giochi olimpici         | Tokyo      | Salto con l'asta | 8ª             | 4,50 m      |                                          |
| 2022 | Mondiali                | Eugene     | Salto con l'asta | 24ª (q)        | 4,35 m      |                                          |
| 2023 | Europei indoor          | Turchia    | Salto con l'asta | 15ª (q)        | 4,30 m      |                                          |

## Altre competizioni internazionali
2015
- Vincitrice della Diamond League nella specialità del salto con l'asta (24 punti)